# 大韩航空858号班机空难
大韩航空858号班机空难是发生在1987年11月29日的一宗空难、恐怖袭击，事件导致115人遇难。

## 失事飞机概况

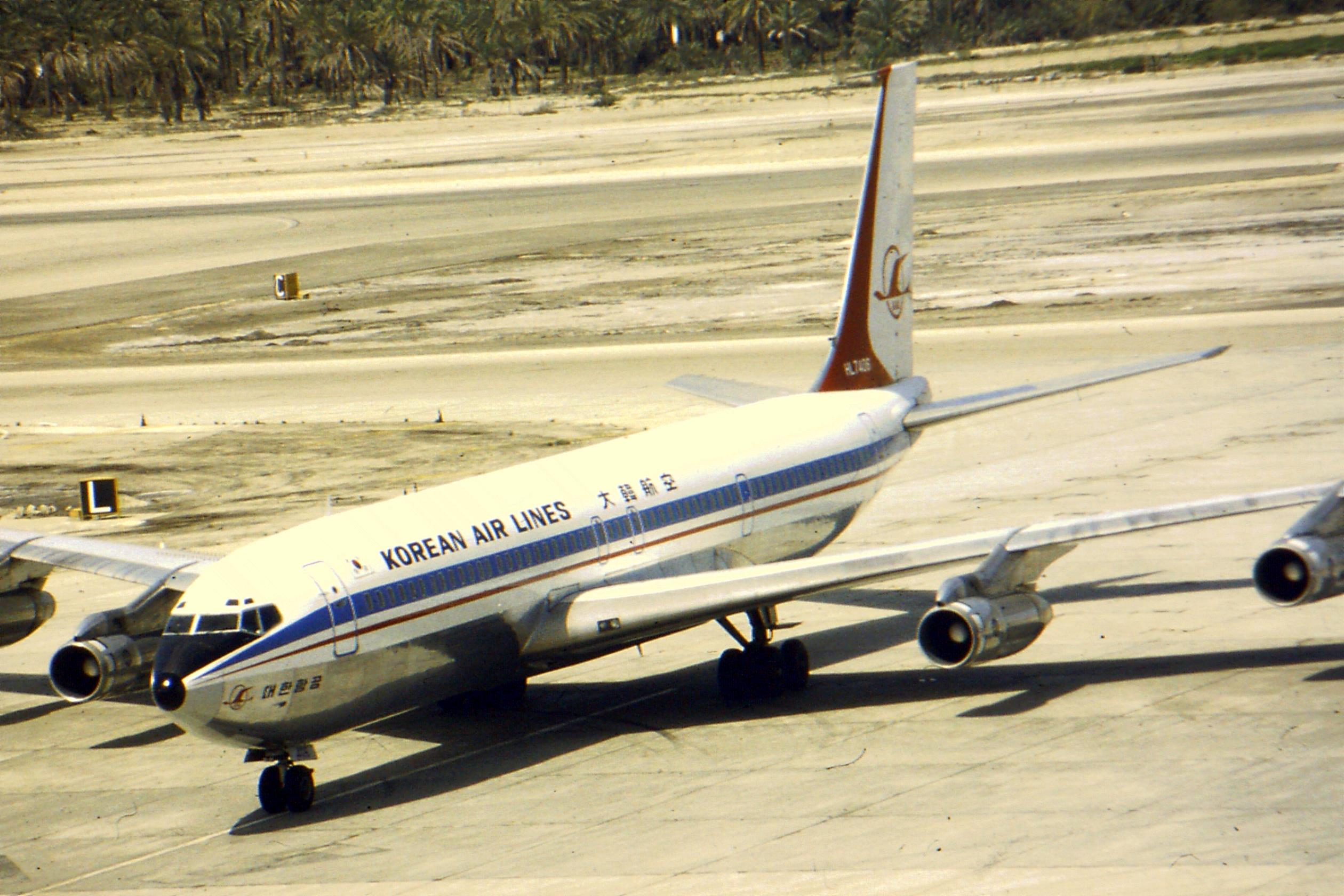
事发前10年的大韩航空波音707于巴林机场

执行该班机的为一架注册编号为HL7406的波音707-3B5C，1971年首飞，是大韩航空唯一一架一手波音707，也曾被全斗煥用于总统专机，大韩航空机队内的其余707均系从其他航空公司购入。截至事发时，HL7406已累计飞行36,000小时，且在事发前数月改为大韩航空新版涂装。事发当时，858航班的路径为自巴格达机场起飞，经停阿布扎比机场及廊曼机场，最后到达金浦机场。

## 失事经过與動機
1987年11月29日，大韩航空858号班机於下午2时5分在安達曼海上空突然发生爆炸，机上104名乘客和11名机组人员全部遇难。美国政府将这次事件标记为恐怖主义袭击。
KE858号班机原定由一架麦道DC-10执行，但因故改为波音707。根据在巴林被抓获的嫌犯金賢姬（26岁女性）供述，她和她的搭档金勝一（在被逮捕时自杀身亡，卒年70岁）持偽造的日本護照，分別化名為「蜂谷真由美」及「蜂谷真一」，将一颗定时炸弹放置于这架飞机的7B、7C座位下方，爆炸时间定为九小时后，随后两人在阿布扎比国际机场下机。她还供述，她与她的搭档都是朝鮮民主主義人民共和國的特工，进行这次行动的目的在于阻止韩国举办汉城奥运会。但朝鲜政府从未承认过此事为其所为，并认为这是韩国的栽赃，认为是韩国自己炸掉飞机并擺朝鲜一道。
1989年4月，金賢姬被漢城法院判處死刑，但一年後被韩国总统卢泰愚宣布特赦。
2012年6月18日，據《朝鮮日報》報導，金賢姬在一次的電視訪談中首次披露大韓航空858班機爆炸案的犯案動機，称是時任朝鮮勞動黨中央書記局書記金正日企圖阻止1988年漢城奧運會的舉辦而下令策劃。
如今大韩航空并不全程执飞从巴格达到首尔的航班，而是与其他航司分段执飞；中途经停的机场也不是阿布扎比和廊曼机场；航班号也不再使用858号。

## 国际影响
美国在事件后，在韩国的要求下宣布朝鲜为支持恐怖主义的国家至2008年6月26日為止。但在2017年11月20日由于朝鲜在朝鲜核问题上撕毁协议再次将其列入清单。
金賢姬被捕後供出她的日語及日本生活習慣是由一名遭朝鲜綁架的日本人田口八重子所教導，这也讓朝鲜綁架日本人事件受到關注，使日本政府介入調查，之後並由首相小泉純一郎親訪朝鲜協調讓部份被綁架者得以返國。

## 影视作品
- 韩国导演申相玉据此事件改编并拍摄了电影《真由美（英语：Mayumi_(film)）》，又译《谍战危机》[10][需要較佳来源]。